# Liste des cathédrales de Kiev
Plusieurs confessions chrétiennes ont une cathédrale à Kiev en Ukraine :
- la cathédrale Saint-Alexandre (uk) est l’actuelle cathédrale du diocèse de Kiev-Jytomyr de l’Église catholique ;
- la cathédrale de la Dormition de la laure des Grottes se rattache à l’Église orthodoxe ukrainienne liée au patriarcat de Moscou ;
- la cathédrale patriarcale de la Résurrection-du-Christ se rattache à l’Église grecque-catholique ukrainienne ;
- on peut appeler « cathédrale Saint-Nicolas » :
  - l’église Saint-Nicolas, rattachée historiquement et à nouveau de nos jour à l’Église catholique, une ancienne cathédrale ;[réf. nécessaire]
  - l’ancienne cathédrale militaire Saint-Nicolas de l’Église orthodoxe d’Ukraine, aujourd’hui détruite ;
- l’ancienne cathédrale Sainte-Sophie, aujourd’hui monument touristique, a historiquement été rattachée à plusieurs cultes ;
- la cathédrale Saint-Vladimir se rattache à l’Église orthodoxe d'Ukraine.